# Kalusteron
Kalusteron je oralno aktivni androgeni steroid koji je alkilisan u poziciji 17. On je kontrolisana supstanca u Kanadi.

## Spoljašnje veze
|  | Molimo Vas, obratite pažnju na važno upozorenje u vezi sa temama iz oblasti medicine (zdravlja). |